# 富士通大分ソフトウェアラボラトリ
株式会社富士通大分ソフトウェアラボラトリ（ふじつうおおいたソフトウェアラボラトリ、略称：OSL、英文社名：FUJITSU OITA SOFTWARE LABORATORIES LIMITED）は、かつて存在していた企業で大分県大分市に本社を置いていた。富士通グループの企業で、主にソフトウェアの開発・販売、システム・ソリューションの提供を行っていた。
主要なソフトウェアとしては、需要予測システム「FOREPALS」、写真編集ソフトウェア「かこう絵」等がある。また、「かこう絵」については、フリーウェア版の「らくがき かこう絵」も提供されており、さらに、「らくがき かこう絵」には大分県出身者用バージョンの「らくがき かこう絵(for おぃたんし)」もある。ちなみに、「かこうえ」は大分弁で「かこうよ」という意味である。
2009年4月1日付けで、富士通九州システムエンジニアリング、および、富士通南九州システムエンジニアリングと合併し、富士通九州システムズとなる。

## 概要
所在地
本社： 〒870-8551 大分県大分市東春日町17-58
東京オフィス： 〒144-0035 東京都大田区南蒲田2-16-2（テクノポート三井生命ビル 9階）
代表者
代表取締役社長 阪田安丸 (さかた やすまる)
設立
1982年10月1日